# جيلي دي لانج
جيلي دي لانج (بالهولندية: Jelle de Lange)‏ هو لاعب كرة قدم هولندي في مركز الدفاع، ولد في 30 يناير 1998 في أمستردام في مملكة هولندا. لعب مع نادي أوترخت.

## وصلات خارجية
- جيلي دي لانج على موقع قاعدة بيانات كرة القدم.إي يو (الإنجليزية)
- جيلي دي لانج على موقع Soccerway.com (الإنجليزية)